# Radek Divecký
Radek Divecký (21. ožujka 1974., - ) umirovljeni je češki nogometaš. Igrao je na poziciji napadača.
U deset sezona koliko ih je proveo u Prvoj češkoj nogometnoj ligi, osam ih je igrao u dresu Teplica, za koje je ostvario 175 nastupa i pritom zabio 40 golova.
Kratko je igrao i u redovima Slovan Libereca, Příbrama i Bohemiansa 1905, poljskih klubova Pogoń Szczecina i Jagiellonia Białystok te južnokorejskog kluba Jeonnam Dragons.

## Statistike
| Liga/sezona                         | Nastupi | Zgodici | Klub              |
| ----------------------------------- | ------- | ------- | ----------------- |
| Prva češka nogometna liga 1996./97. | 23      | 3       | FK Teplice        |
| Prva češka nogometna liga 1997./98. | 27      | 7       | FK Teplice        |
| Prva češka nogometna liga 1998./99. | 27      | 8       | FK Teplice        |
| Prva češka nogometna liga 1999./00. | 27      | 7       | FK Teplice        |
| K-League 2000.                      | 9       | 2       | Jeonnam Dragons   |
| Prva češka nogometna liga 2000./01. | 10      | 1       | FC Slovan Liberec |
| Prva češka nogometna liga 2001./02. | 25      | 10      | FK Teplice        |
| Prva češka nogometna liga 2002./03. | 15      | 1       | FK Teplice        |
| Prva češka nogometna liga 2003./04. | 15      | 3       | FK Teplice        |
| Prva češka nogometna liga 2004./05. | 14      | 2       | FK Teplice        |
| Ekstraklasa 2004./05.               | 7       | 2       | Pogoń Szczecin    |
| Ekstraklasa 2005./06.               | 15      | 1       | Pogoń Szczecin    |
| Prva češka nogometna liga 2005./06. | 12      | 3       | FK Marila Příbram |
| Ukupno:                             | 226     | 50      |                   |